# 索引 〜の歴史
『索引 〜の歴史 : 書物史を変えた大発明』 (さくいん 〜のれきし：しょもつしをかえただいはつめい、Index, A History of the: A Bookish Adventure from Medieval Manuscripts to the Digital Age) は、デニス・ダンカンが2022年に著した、索引の歴史を考察した本である。ダンカンはジョナサン・スウィフトの『精神の機械的操作』を引き合いにだしながら─索引とは書物を後ろから読むのを読者に許容するものである、と主張する。
副題の直訳は「中世写本からデジタル時代までの書物の冒険」。

## 背景
書物には、索引がたいてい巻末近くに置かれている (これは「BoB」またはback-of-bookとして知られている）。索引は特定テーマの情報にアクセスできる目次を補完し、内容がリスト化されている。索引は一見すると退屈なもののようだが、よく見れば興味深く楽しみを与えてくれるものである。

## 本 〜のタイトルと著者
デニス・ダンカンはロンドン大学の英語学講師である。本のタイトルは、「ダンカンの活き活きとした主題とトーンをよくあらわしている」と評された。スティーヴン・ムーア (作家)はワシントン・ポスト紙で、タイトルにはっきりとあるカンマ区切りは、この本が「印刷機の歯車についての乾いた説明」ではなく、たちまち目立ったことを示している、と述べた。批評家ジェニファー・サライはニューヨーク・タイムズ紙で、この本は情報学だけを扱っているようにみえるが、実際にはもっとずっと広く、普遍的なものである、と評した。この中には明らかに、読み書きの研究だけでなく、「コミュニケーション、想像力、競争、不安、ちょっとしたいたずら」も含まれている。

## 索引 〜侮蔑的な使われ方の

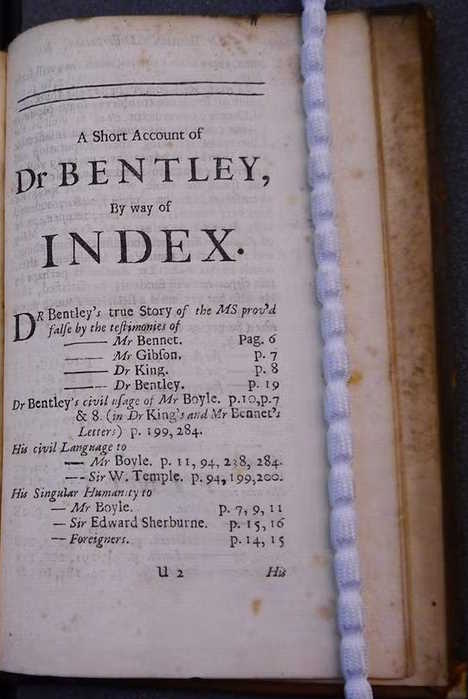
ベントリーの本のフェイク索引ページ, 1698年

索引の明らかに驚くべき側面は、ダンカンが1章を索引がいかに「敵を酷評する消極的ー積極的手段」になったかにあてたことだ、とクルコウスキーは主張する。ダンカンはまず、索引が読者だけでなく著者ににも使われた、と書いている。これを彼は「詐欺的索引は原文への武器だ」と呼んだ。例えば、17世紀の文献学者で、キングズ・ライブラリーの司書であった、クライスト・チャーチのリチャード・ベントリーの弟子たちが作成した「フェイク索引」を挙げているが、そこでベントレーは「とんでもない愚鈍さ」を示されていた。他の嘲笑的参照では、彼の杓子定規で「愚かな教訓のコレクション」が示されていた。
児童文学者で数学者のルイス・キャロルの小説『シルヴィーとブルーノ』の索引には、「禁酒、不自由な状態」という項目がある。同じ手法で後の歴史家ヒュー・トレヴァー＝ローパーは、彼がケンブリッジ大学ピーターハウス・カレッジの校長であった時 (そのポジションを彼は嫌がっていた) 、「彼の憎むべき同僚への復讐」として、彼の晩年の作品の索引で読者に対し同僚のことを、「ピーターハウス: 高尚な会話だが同意できない, 46; 変質者の巣窟, 113」などと記述した。
「究極の索引は不信により編纂される」というのは、歴史家ジョン・オールドミクソンが1718年に編纂したローレンス・エカードの『英国史』の索引に対するアダム・ダグラスのコメントである。エカードはトーリー党の伝統的保守主義者で、彼の歴史に対する偉人説的見方は、彼の保守的信念に影響していた。オールドミクソンは一方で、ホイッグ党の論証家であり、エカードの見方と争って「彼は既に『猛毒の攻撃のパンフレット』を出している」と述べた。ダグラスのコメントではオールドミクソンの関与は間違っているというもので、「ダンカンが言うように、索引の中でエカードは道化師的で意図的に不正確に描かれ、本の安全な巻末ページから歴史を書き換えた」と述べた。オールドミクソンのエカードへの嘲笑は1世紀後に影響を及ぼした。ホイッグ史観を代表する歴史家トーマス・マコーリーは、彼の『英国史』を出版する際に、「トーリー党員に私の歴史書の索引を作らせるな」と出版社に言ったのである。
標的はたいていもっと一般的で、タトラー誌のアンソロジーは「退屈な輩、43 / 当然のように政治や詩に頭を向ける、同」となっている。他の例では、保守派の知識人ウィリアム・バックリー・ジュニアが最新刊の本を友人でライバルのノーマン・メイラーに贈った際、メイラーは虚栄心が高いことで知られていたので、本を受け取って真っ先に索引で自分の名前を探すと考え、そこに手書きで「やあ！」と書きこんでおいた。

## 索引 〜の構造
ダンカンは索引がどうやって読者の観点を測るかを分析している。読者はある人物の意見に関する主題があるかないかを気ままにできるだけ探そうとするものである。索引が何を含み何を除外しているかは、その性質上作成者の個人的主観による可能性がある。そのために読者が気付いているかいないかに関わらず、ある観点が読者に押し付けられやすいものだ。同様に、索引はいつも時系列に並べられており、本文の内容の質を型通りにするもので、ダンカンはこれを「偉大な平等主義者」と言っている。ダンカンはまたフィクションに索引は必要なものか、という疑問を考察しており、ジョン・アップダイクの「たいていの伝記は索引付の小説にすぎない」という発言を引用している。これは18世紀に有名な論争になったもので、結局は敗北した。たとえば18世紀の詩人アレキサンダー・ポープは、シェークスピアの戯曲に索引をつけようとした。たいていの基本的な事実は索引が可能だったが、「慣習や、情熱や、外面的影響」といった登場人物の性質にホープが直面した時に問題がおきた、とダンカンは指摘している。

## 索引 〜の起源
索引の起源は、ダンカンによると、アレクサンドリア図書館に見出すことができるが、ここでは3世紀の学芸員が巻物にタグを付けて読んでいる箇所を記録し、その内容を簡単に箇条書きしており、「これは索引でなく開始点」とダンカンは言う。ヨーロッパでは、索引は聖書から始まり、それは中世の大学や僧院に起源を持つ、とダンカンは主張する。これは中世の聖職者が彼らの業績を整理し、引用や聖句を見つけやすくする必要性から発達したものである。13世紀の宗教哲学者ロバート・グロステストは『語義識別目録集 Table of distinctions』を著し、ダンカンに言わせるとこれはグロステストが羊皮紙に書いたグーグルである。彼は本の末尾に書き込む代わりに、一連の記号やシンボルを使い、原文の段落や部分に印を付けた。このリストはおよそ440項目あり、彼が説教者あるいは政治家として講演する際に、多くの情報源にすばやく簡単にアクセスすることができた。グロステストは博学者で、「混沌から宇宙を生み出す」ものが必要だったとダンカンは言う。「百科事典的精神はそれを構造化する百科事典的索引が必要だ」。
当初このような機械的索引は、原本を参照する必要がないので、本を退屈なものにするのではという恐れがあった。ダンカンは、同じ指ー中指ーを使って索引を上から下へ参照することと、ポイントを強調するために空気を突くのが普通なのは偶然でなく、共に中世の宗教論争の側面だ、とダンカンは主張した。彼はこの索引が即座に使える様々な形式を示した。 
論争、権威の引用、解説書の読み上げ (現在は講義と呼ばれる) : スコラ学では内的な啓示よりも外部への立証、限りない瞑想よりも知的明快さが好まれる。
もちろん、教皇が反キリスト教とみなした本の目録と言えば、『禁書目録』である。近代の索引は、アルファベット順配列とページ付けという二つの本質的要素が要求される、とダンカンは主張する。 後者は巻物から冊子本へ移行したことで、印刷本のページに数字がふられることで生じた。たとえば僧侶が写本を作る時ー活字が発明される前はそれが普通だった―、索引を使うことはなかったので、ページ付けは異なったものであった、とダンカンは言う。それは押しつけがましく、数字は言葉と同じくらい重要になり、数字自体が本の知的内容よりも影響を持つ存在になった。ダンカンは1470年の著名な写本を見た時の印象を次のように語っている。
これほど重要で、本質的な力のあるものが、私の机の上にあるのが信じられない ... これを私が持ち上げ、抱え、ページを繰ることを許してくれるなんて ... 涙がこぼれそうだ。
その理由は、彼が言うには、写本の最初のページに「1」と振られていた事実に感動したからだ。これは歴史上最初に印刷されたページ番号で、ダンカンは「奇跡的」と表している。
アルファベット順配列は「カテゴリー化の非合理な方法」と考えられていた。これは作者のやり方と、意識的に一貫した綴りから探し始めるという読者の心の双方に、文化的移行を要求した。中世英語は一般的に聴こえるとおりに綴るので、発音に依っており、絶対的な綴りというのは存在しなかった。中世の間これが続き、「理性のアンチテーゼ」として軽蔑されていた。

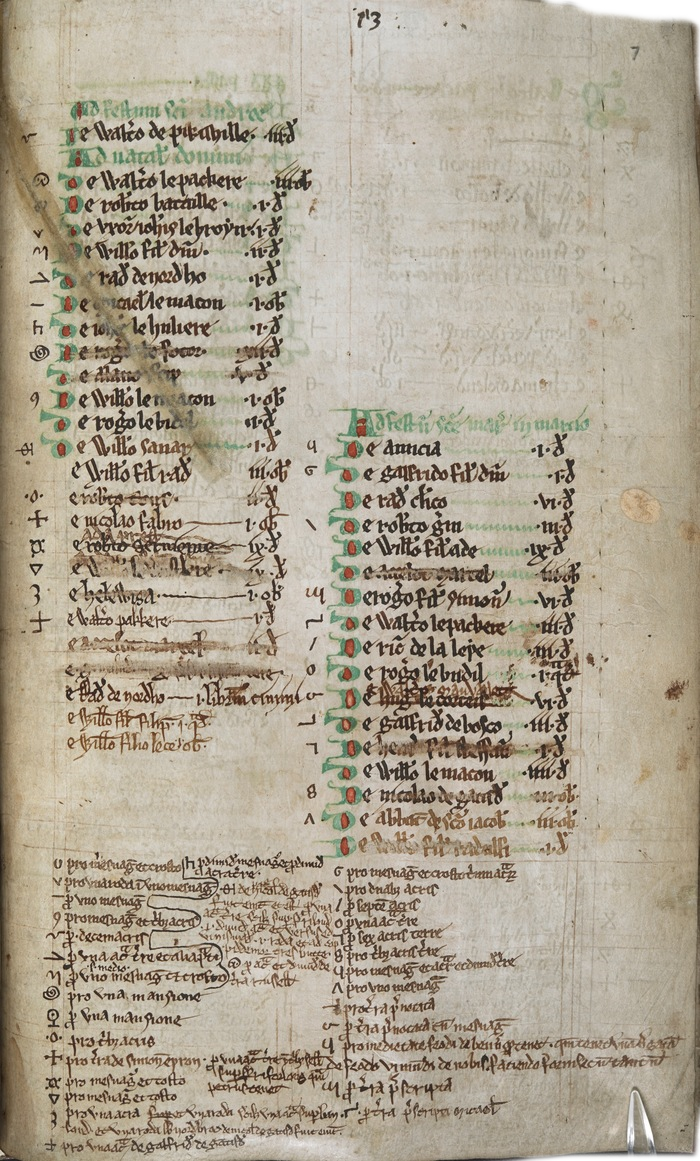
1240年頃の中世写本の索引。ページ番号は上部にある。

### 索引、に対する論争
印刷術の発明は、しかしながら、索引家の急増だけでなく、単に「索引学習」しか持たない彼らの仕事が「索引道楽家」と呼ばれるように、軽蔑視の対象となる言葉も増えていった。初期の索引が、直観に反し使いやすくないと見られていたことを示すように、多くの索引は使い方と利便性についての説明書きを最初に掲げていた。ラルフ・ジョーンズは『ニュー・ヒューマニスト』誌に、「18世紀まで索引は…主題をできるだけ分割することで軽蔑を招き、文学論争を引き起こすほどだった」と驚きを書いていて、上辺だけの読み方を助長していると非難した。ダンカンはしかし、索引家は実践的な単純労働者で労を惜しまないという見方を強調した。彼らの関りは常にハイレベルで、知的課題は読者のために中立的であることを要求し、読者のために意思決定した。『タイム』誌でキャディ・ラングは、「見過ごされがちな」索引が、長く生きることもあると言った。索引の評価が当初低かったのは、17世紀に索引が「実験的好奇心を除外」したことで、以来その見方が続いたことによるとダンカンは主張している。読者がまず巻末を開き、その本を読み続けるかどうかを決めるのは不思議ではない、と彼は言う。ジェニファー・サライもまた、「ぶ厚い本を前にした読者が、本に没頭する代わりに、索引により短い要約を得たとして、流し読みだけにするだろうか」と疑問を呈している。同様にダグラスも、特にフィクションの場合、「索引があれば、読者は肝心な所だけをピックアップするだろうか？」と問い、スティーヴン・ムーアー「索引家でもある文芸評論家」―は、索引は作品そのものを読む必要がなくなるまで、期待されているものだという議論を今日まで続けている。

## 索引 〜デジタル化した

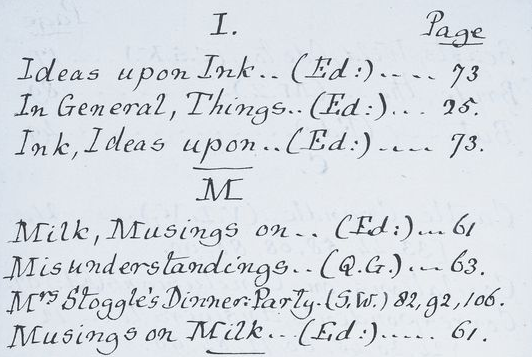
ルイス・キャロルが1849年に自筆で書いた索引の一部。

『ガーディアン』紙でピーター・コンラッドは、現代の検索エンジンやオンラインでの他の検索方法は「私たちの注意力を削ぎ落し、記憶を冗長にしている」と主張している。電子書籍リーダーや検索方法が洗練されていくにもかかわらず、ダンカンは知的摂取物をブラウズしたり統合したり説明したりする人間の能力に検索エンジンがとって代わることに反論している。 これは、ソフトウェアが厳密な境界線と区分を持つカテゴリーやタグに結びついているからで、人間にはそれがない、とダンカンは指摘する。中世では索引を前にして本の未来を危惧していたが、現代の索引もまた同じ敵に直面しているという見方に彼は賛同している。グーグル自身も世界最大の図書館の索引に過ぎないと、彼は読者に思い出させている。索引は人類の歴史のどの時点をとってもその時の知識と共生関係にある、とダンカンは主張し、ジェニファー・サライも「デジタル世界の難局は、検索エンジンにより索引され提供されている」と付け加えている。ダンカンはデジタルでの検索が怠惰を生むとしても、「歴史的な観点を得られるという意味では神経にはいいものだ、と私は考える」と主張している。彼は又、今日では「情報技術への不安は、書くこと自体と同じくらい古いものだ」とも言う。しかしながらダンカンは、ソフトウェアの後始末をするような、監督する役割は、依然として人間の力が必要であると主張している。

## 批評、重要な
ラルフ・ジョーンズはこの本について、「教育的と同時に娯楽的」で、「解説と楽しみ」に満ち、読者が話題の洗練された側面を見失うことが無いように書かれている、と評した。『タイム』誌は2022年の上位100冊の中に挙げ、「素晴らしい歴史書」と評した。ジェニファー・サライはこれまで索引が道具であり、ありきたりで、機能的なものだと言ってきたが、ダンカンは彼の話題に想像力と規律をもたらし、「濃密で学術的概念を軽いタッチで解明した」と書いている。 アダム・ダグラスは『リテラリー・レヴュー』誌で、この本を「機知に富んだ広範な」内容であると同時に、このテーマに対する「生意気な賛美」であり「読書好きの貴重な逸話」の宝庫だと評した。『Washington Independent Review of Books』でペギー・クルコウスキーは、ダンカンが最も複雑なテーマを「小鬼のような洞察と博識」で耕し、時にくすぐり、いたるところで「歴史と技術と文学知識と情報科学の素敵な合奏」を楽しませてくれる、と書いた。スティーヴン・ムーアは本の副題に賛同し、それを「魅力的な冒険で、最も魅力的な意味での『本好き』」と評した。
索引家ベイン作成の巻末索引もまた『リテラリー・レヴュー』、『ニューヨークタイムズ』ほか各新聞雑誌で賞賛され、『ワシントン・ポスト』ではスティーヴン・ムーアが「予想通り、著者でなくポーラ・クラーク・ベインが作った索引は、偉大である』と書いた。

## 『索引 〜の歴史』 〜の索引
現代の索引は著者ではなく索引専門家によって作成され、ダンカンの著作には2種類の索引が付されている。最初の索引は市販の索引作成ソフトによるもので、2番目のは、「遊び心のある」、索引家協会のポーラ・クラーク・ベインによるものである。ジェニファー・サライは後者とダンカンの本自体との関係について、「単なるガイドでなく相棒であり」と書き、一方で市販ソフトはー多くの場合ランダムにー大切な言葉たとえば「alas」と「all the letters」を「はねている」。コンピュータは基本的に本を小さな節に切り分け、それぞれに索引項目の名前を作る。ダンカンが「娯楽に過ぎない」といってコンピュータによる索引をやめ、ベインに責任を引き継がなければ、コンピュータ索引はたいてい実際の本と同じ長さになってしまう。ベインの索引にはギャグが含まれていて、サライは「本領を発揮している」と述べた。バーバラ・スピンデルは『クリスチャン・サイエンス・モニター』紙で、2つの索引を作ったのは「示唆に富む」と書き、索引ソフトによる索引は単調で、しばしば意味不明であるが、一方ベインの索引は面白く、読者を最後のページまで飽きさせない、と指摘した。ペギー・クルコウスキーは、ダンカンは2つの索引を並べることで、人工的な索引がベインによる索引よりも量が不足していることを指摘し、自分の主張を強調している、と述べている。

## 事例、主な
- Martin Amis's memoir, Experience contains in its index references under, for example, "Dental problems", to items such as "— of animals", "—Bellow on" and "— dentifrice purchase".[7][23]
- Duncan includes fictive indexes,[10] for example that comprising the whole—and telling the whole story of—J. G. Ballard's story 'The Index', or Nabokov's 1962 Pale Fire, in which a deranged editor creates an index to disparage an author's literary output.[10]

## 日本語訳
2023年8月に光文社から小野木明恵の訳で『索引 〜の歴史 : 書物史を変えた大発明』が刊行され、新聞各紙の書評で取り上げられた。